# Добро Поле
Добро Поле (Доброе поле; макед. Добро Поле; греч. Ντόμπρο Πόλε) — горная вершина и плато, расположенное на границе Северной Македонии и Греции, расположенное в горах Ворас на высоте 1523 метров на горе Нидже.
Добро Поле известно решающим прорывом Салоникского фронта в сентябре 1918 года во время Первой мировой войны. В настоящее время данное сражение является одним из самых географических страниц военной истории Северной Македонии, Греции и Сербии.

## Военная история

### Прорыв Македонского фронта
На момент Первой мировой войны Добро Поле выходило в состав Королевства Сербии. В 1918 году в районе Добро Поле войска союзников, среди которых были сербские, британские, греческие, итальянские войска и албанские добровольцы, совершили прорыв Салоникского фронта, нанеся болгарским и германским войскам сокрушительное поражение. Эта неудача привела к выходу Болгарии из войны, и отречения болгарского царя от власти, но поначалу правительство страны не было обеспокоено прорывом фронта.
В ходе наступления болгарская армия оказалась в катастрофическом положении. Солдаты отказывались сражаться. 30 тысяч военнослужащих подняли восстание и вместо боевых действий против наступавших войск Антанты повернули на Софию. Перед лицом военного поражения и начинающегося развала армии болгарское руководство приняло решение о подписании скорейшего перемирия со странами Антанты.

### Бои Второй мировой войны
Также ожесточённые столкновения происходили во время Второй мировой войны.